# Krivá
Krivá és un poble i municipi d'Eslovàquia que es troba a la regió de Žilina, al centre-nord del país. El 2021 tenia 808 habitants.

## Demografia
| Godina             | 1994 | 2004   | 2014   | 2024   |
| ------------------ | ---- | ------ | ------ | ------ |
| Nombre de persones | 756  | 794    | 800    | 795    |
| Diferència         |      | +5,02% | +0,75% | −0,62% |

| Godina             | 2023 | 2024   |
| ------------------ | ---- | ------ |
| Nombre de persones | 816  | 795    |
| Diferència         |      | −2,57% |